# Orgasmo
Orgasmo war ein österreichisches Dance-Projekt, das Ende der 1990er Jahre von Günter Kunz (DJ Maximum) und Michael Kotonski (Mr. Beat) gegründet wurde.
Die Tracks von Orgasmo wurden von der Produktionsgruppe „Beat Box“ unter der Leitung von Michael Kotonski produziert.
Die erste Single House 6 wurde in Österreich zum Club-Hit und erreichte mit Platz 14 einen Erfolg in den Charts. Besonders beliebt waren die Remixe von DJ R.P.M. In Wien wurde ein großer Fanclub der Band gegründet, dessen Adresse in der nächsten Ausgabe von „Orgasmo Beats“ veröffentlicht wurde.

## Diskografie
Singles
- 1998: House 6 (EMI Austria)
- 1998: Orgasmo Beats (EMI Austria)
- 1999: Sample My Bumbum (EMI Austria)
- 2000: Sex 4 Money (EMI Austria)
- 2002: House S6X We Are Back (EMI Austria)
- 2015: I'm Too Horny (als Orgasmo Reload)